# Safiental
Safiental est une commune suisse du canton des Grisons, située dans la région de Surselva.

## Histoire
Elle a été créée le 1er janvier 2013 par la fusion des anciennes communes de Valendas, Versam, Safien et Tenna.